# Wellesley (Toronto Subway)

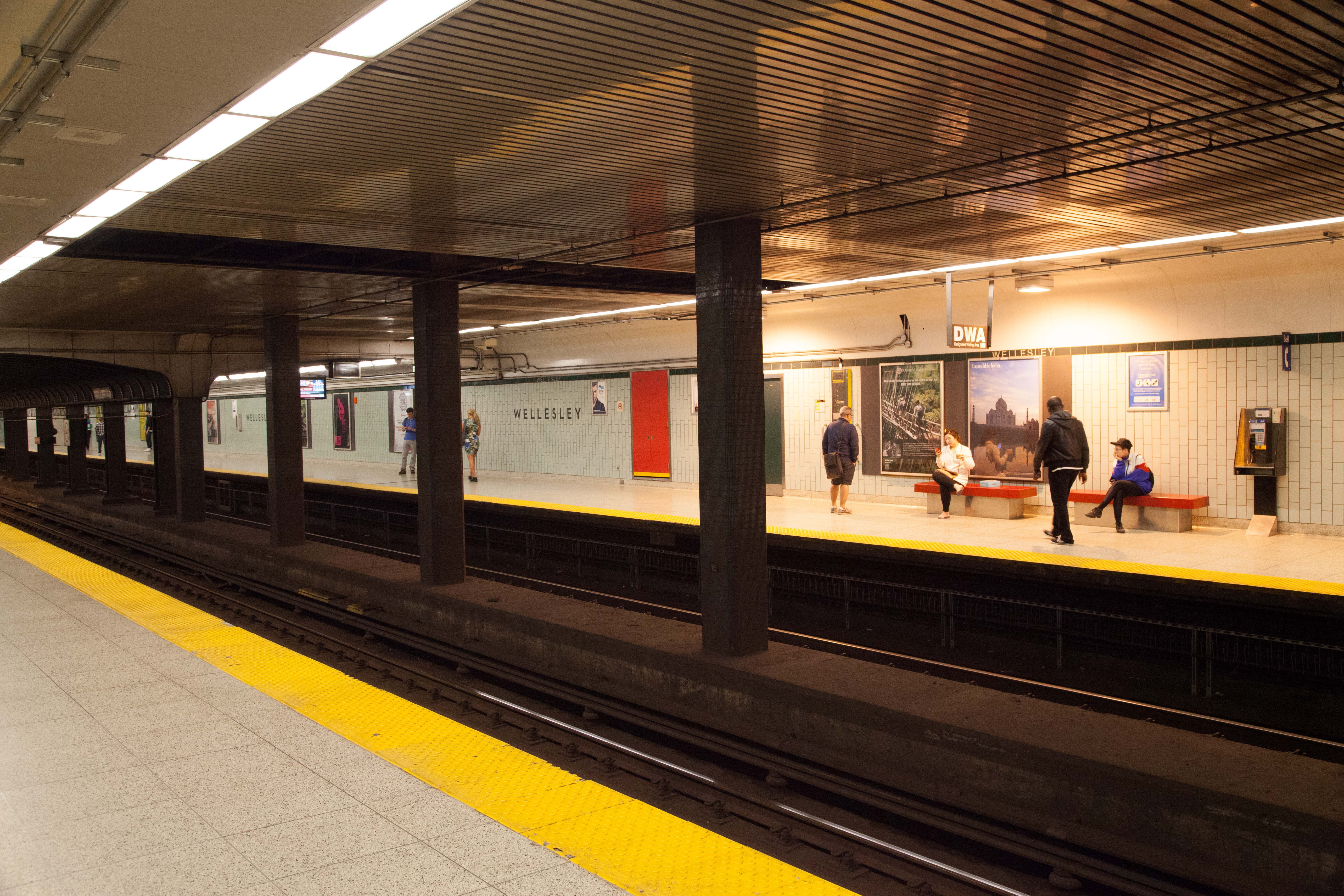
Blick auf die Bahnsteige

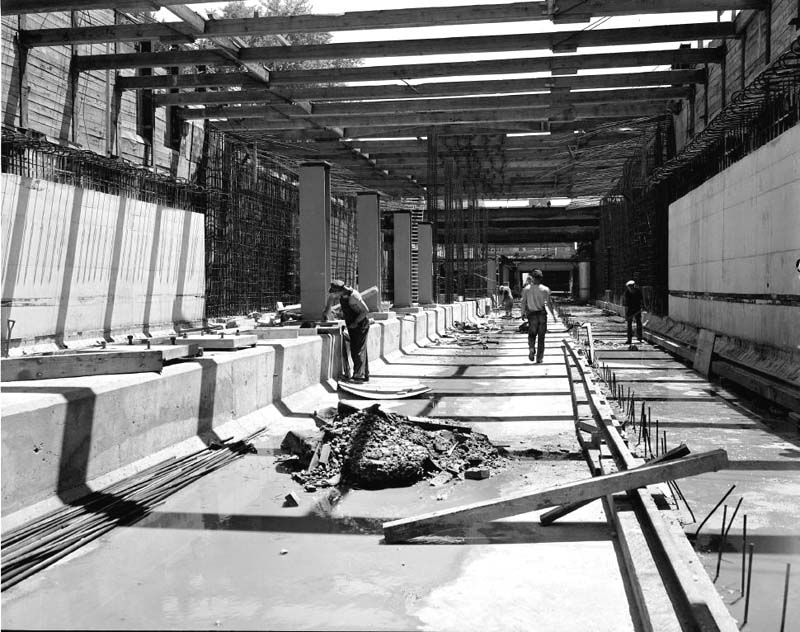
Bauarbeiten in der Nähe der Station Wellesley (1951)

Wellesley ist eine unterirdische U-Bahn-Station in Toronto. Sie liegt an der Yonge-University-Linie der Toronto Subway, an der Kreuzung von Yonge Street und Wellesley Street. Die Station besitzt Seitenbahnsteige und wird täglich von durchschnittlich 23.140 Fahrgästen genutzt (2018). Es bestehen Umsteigemöglichkeiten zu zwei Buslinien der Toronto Transit Commission. 
Die Eröffnung der Station erfolgte am 30. März 1954 zusammen mit dem Abschnitt Union – Eglinton, der ältesten U-Bahn auf kanadischem Boden. Ursprünglich war geplant, den Abschnitt südlich der Station Bloor-Yonge in einem Einschnitt zu errichten. Wellesley wäre dadurch unmittelbar am Tunnelportal zu liegen gekommen. Da dies jedoch die Enteignung zahlreicher Grundstücke südlich der Bloor Street erfordert hätte, fiel die Wahl letztlich auf einen durchgehenden Tunnel. Wellesley war die letzte U-Bahn-Station im Stadtzentrum, die nur einen Ausgang besaß. Im April 2018 begann ein umfangreiches Modernisierungsprogramm, um vollständige Barrierefreiheit zu ermöglichen. Es umfasste neben der Errichtung eines zweiten Ausgangs die Installation von zwei Aufzügen und eine Verbesserung der Signaletik. Die Arbeiten konnten am 22. Juli 2020 abgeschlossen werden.